# Belisana doloduo
Belisana doloduo là một loài nhện trong họ Pholcidae. Loài này được phát hiện ở Sulawesi.